# Morti nel 1166
| Questa pagina contiene informazioni ricavate automaticamente dalle voci biografiche con l'ausilio del template Bio e di un bot. L'aggiornamento è periodico e automatico e ricostruisce completamente la pagina. Se manca una persona in questa lista, sei pregato di non aggiungerla, ma accertati piuttosto che la sua voce biografica contenga il template Bio e che i dati anagrafici siano correttamente compilati. Se il template Bio manca, inseriscilo tu stesso o, in alternativa, metti l'avviso {{tmp\|Bio}} che ne segnala la mancanza. Se i dati riportati sono sbagliati, correggi direttamente la voce biografica; le modifiche saranno visibili in questa lista entro pochi giorni. Per chiarimenti vedi il progetto biografie. La lista contiene solo le 16 persone che sono citate nell'enciclopedia e per le quali è stato implementato correttamente il template Bio. Pagina aggiornata al 13 gen 2025. |

- 1º gennaio - Bulgaro, giurista italiano (n. 1085)
- 12 gennaio - Abd al-Qadir al-Gilani, mistico e santo persiano (n. 1078)
- 27 marzo - Umberto I da Pirovano, arcivescovo cattolico e politico italiano
- 9 aprile - Waleran de Beaumont, I conte di Worcester, nobile (n. 1104)
- 29 aprile - Giovanni V di Alessandria, vescovo cristiano orientale egiziano
- 7 maggio - Guglielmo I di Sicilia, sovrano (n. 1121)
- 18 ottobre - Enrico di Sandomierz, nobile polacco (n. 1131)
- 28 ottobre - Rainaldo di Collemezzo, abate e cardinale italiano
- 26 dicembre - 'Abd al-Karim al-Sam'ani, genealogista arabo (n. 1113)
- Gerlaco di Valkenburg, religioso olandese
- Muirchertach MacLochlainn, re irlandese
- Raimondo Berengario II di Provenza, conte (n. 1140)
- Ugo, giurista italiano
- Khwaja Ahmad Yasavi, poeta e mistico turco (n. 1106)
- Buono di Napoli, architetto e scultore italiano
- Fujiwara no Motozane, poeta giapponese (n. 1143)